# Nationalversammlung (Kenia)
- Jubilee: 167
- Amani: 24
- Sonst.: 17
- CORD: 141

Die Nationalversammlung (Swahili Wabunge) ist das Unterhaus des Parlaments von Kenia. Es steht dem Senat als zweite Kammer gegenüber.
Das Gebäude der Nationalversammlung befindet sich in der Hauptstadt Nairobi.
Die Nationalversammlung besteht gemäß Artikel 95 der Verfassung Kenias insgesamt aus 349 Abgeordneten. Davon entfallen 290 auf direkt gewählte Vertreter der Wahlkreise, 47 auf Frauen, die je ein County repräsentieren und 12 auf Abgeordnete, die proportional zu ihrem Wahlergebnis von den Parteien ernannt werden und besondere soziale Gruppen, darunter die Jugend, behinderte Menschen und Arbeiter repräsentieren sollen. Der Sprecher der Nationalversammlung ist ein Mitglied ex officio.
Das Frauenwahlrecht führte Kenia 1919 ein.

## Wahlen
Die letzten Wahl fanden am 9. August 2022 statt.